# Тематика в шаховій композиції
Тема́тика в ша́ховій компози́ції — об'єднує в собі ряд ідей, понять в шаховій композиції, а саме — батареї, близнюки, захисти, комбінації, комплекси, маневри, механізми, перекриття, переміна гри з її різновидами й типами, таски, теми, цикли тощо, в яких втілено ту чи іншу своєрідність ходів, своєрідність захисту, чи геометрію ходів, що і вирізняє серед інших ту чи іншу тему, близнюк, маневр, тощо, і їм дано назви для простоти розуміння, узагальнення, систематизації.
Шахова композиція, як вид шахового спорту складається з двох напрямків:
- складання шахових композицій;
- вирішення шахових композицій (задач та етюдів).[1]

## Історія
Поняття тематики почало формуватись разом з початком розвитку шахової композиції. Наприклад, основні типи переміни гри сформулював у 1928 році шаховий композитор з Італії Альберто Марі. На початку ХХ століття з'явилось ряд задач, в яких використовувалися лінійні комбінації, цим ідеям давалися назви, що походили від прізвищ першовідкривачів. Московські проблемісти Леонід Ісаєв (1899—1932) і Михайло Барулін (1897—1942) запропонували деякі лінійні комбінації називати першими буквами латинського алфавіту: Тема «A», Тема «B», Тема «C» і т. д. Є ряд ідей відкритих в ХІХ столітті, які дістали імена від своїх відкривачів. Сучасна шахова композиція також розвивається, з'являються нові ідеї, яким присвоюються імена шахових композиторів, які відкрили ту чи іншу ідею і активно її розробляють, а є й назви ідей за географічним місцем проживання відкривачів. Назви ідеям потрібні для простоти розуміння серед шахових композиторів світу — про яку ідею іде мова наприклад, для коментарів до задач, в суддівських звітах підсумків конкурсів, систематизації задач згідно тематики, тощо.